# Dodge 400

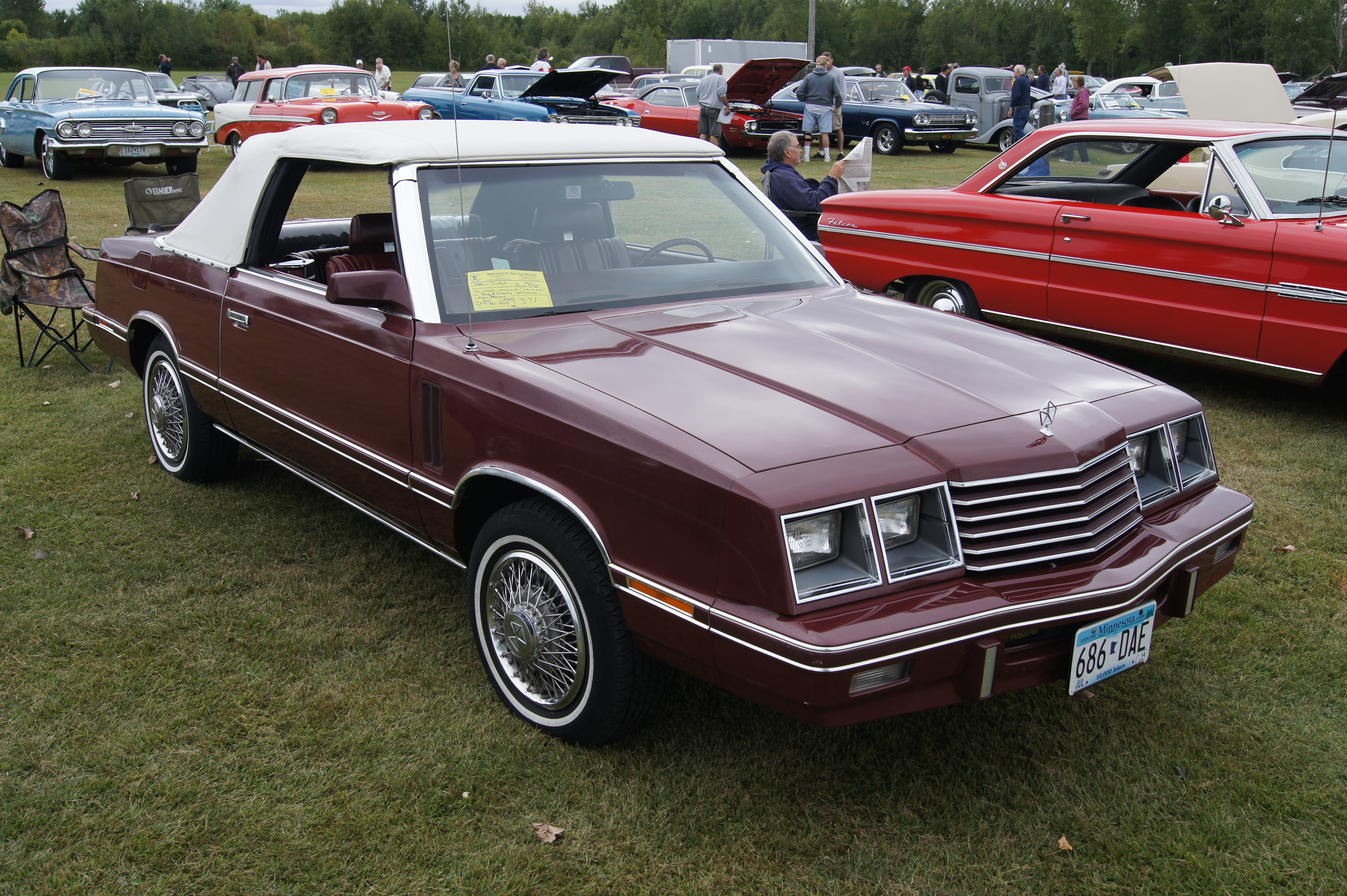
Кабриолет Dodge 400

Dodge 400 — четырёхдверный седан среднего класса, производившийся с 1981 по 1983 год американскими компаниями Dodge и Chrysler на платформе Super K. Вытеснен с конвейера моделью Dodge 600.

## История
Впервые автомобиль Dodge 400 был представлен в 1981 году. Начиная с 1982 года, автомобиль начал производиться серийно, параллельно с предшественником Dodge 600, причём с кузовом купе. Весной 1982 года в производство были запущены седаны и кабриолеты.
Автомобиль оснащался бензиновыми двигателями внутреннего сгорания Chrysler или Mitsubishi G54B.
Производство завершилось в 1983 году.

## Продажи
| Год   | Купе  | Седан | Кабриолет | Продажи за год |
| ----- | ----- | ----- | --------- | -------------- |
| 1982  | 19443 | 6465  | 5541      | 31449          |
| 1983  | 11504 | 9560  | 4888      | 25952          |
| Всего | 30947 | 16025 | 10429     | 57401          |